# Bataille d'Anthon
Pour les articles homonymes, voir Anthon (homonymie).
La bataille d'Anthon se déroule le 11 juin 1430, durant la guerre de Cent Ans, sur le territoire de l'actuelle commune de Janneyrias en Isère.

## Préambule
Les Dauphinois et leurs alliés lyonnais, devinant une attaque imminente, prennent l’initiative de s’emparer des châteaux déjà occupés par les troupes orangistes : Auberive, Assieu, Colombier, à l’exception de celui d’Anthon, toujours aux mains des orangistes. Sitôt la forteresse d'Auberive prise (le 27 mai), la petite armée delphinale se dirige vers le nord et pénètre en Velin, où elle établit son camp sous les murs du château de Pusignan, le 7 juin 1430. La garnison orangiste ne peut longtemps résister et capitule à la première attaque, dès le 9 juin.

## Histoire
Durant cette bataille, l'armée bourguignonne alliée au duc Amédée VIII de Savoie et les Dauphinois conduits par le gouverneur Raoul de Gaucourt et Humbert de Grolée, maréchal du Dauphiné et sénéchal du Lyonnais, s'affrontent pour le contrôle du Dauphiné.
Les troupes dauphinoises, fortes de 1 600 hommes (deux compagnies de Lombards, ce qui reste de la famille du Dauphiné décimée à Verneuil et à Orléans, des gentilshommes du Lyonnais, du Beaujolais et du Forez) doivent faire face à une armée de 4 000 soldats, trois fois plus nombreuse que la leur et doivent donc mettre au point une stratégie pour garder le Dauphiné à la France.
Ils doivent arrêter la marche de la colonne ennemie et paralyser son action en la bloquant dans les taillis impénétrables qu’elle traverserait, puisque le chemin menant à Colombier passe au milieu du bois des Franchises.
Les Dauphinois connaissaient deux points stratégiques sur le parcours d’Anthon à Colombier : le point de croisement du chemin de Colombier avec la route de Lyon et celui où ce chemin sort du bois, au niveau de la ferme de la Batterie. Le premier est un petit vallon formé par les sources de la Serve, ruisseau qui se déverse dans le marais de la Léchère qui sera fatal à beaucoup de combattants.
Humbert de Grôlée a une idée qui décidera du sort des évènements. En grand secret, il va prendre à sa solde Rodrigue de Villandrado qui campe près d’Annonay. Celui-ci opère sa jonction le 27 mai avec les troupes du sénéchal. L’affaire est vivement menée : le même jour, le château d’Auberive est pris et rasé ; Pusignan, enlevé le 7 juin ; Azieu, le 8 ; le Colombier, le 10. Sans répit, Humbert décide de livrer bataille aux orangistes qui se trouvent près d’Anthon. Lorsque la colonne orangiste, étirée dans le chemin étroit, est engagée, en piétinant, entre ces deux points, la présence des troupes dauphinoises tout autour provoque l’inquiétude dans leurs rangs. Ces dernières, cachées en embuscade, attaquent brusquement et par surprise de toutes parts. La puissante cavalerie orangiste, prise au piège, est massacrée. Pour accentuer l'affolement parmi les orangistes, les Dauphinois hurlent et les bombardes venues de Crémieu rajoutent au tumulte. Bientôt, c’est la confusion générale et le sauve-qui-peut. Empêchés de refluer vers la route de Lyon par les troupes de Raoul de Gaucourt, les fuyards abandonnent armes et bagages et se sauvent alors à travers bois en direction d’Anthon où ils sont attendus par l'arrière-garde de Grôlée, composée de mercenaires lombards, qui les massacrent aux lieux-dits actuels des Burlanchères et plus au nord, du Cheval Mort, où de nombreux charniers seront retrouvés.

## Bilan
Les Bourguignons perdent la bataille après le massacre des fuyards et la constitution de charniers le long de la route du château des Burlanchères, et le Prince d'Orange, Louis de Châlons, s'enfuit en retraversant le Rhône à Anthon[réf. souhaitée]. Le Dauphiné est sauvé et reste dans le royaume de France. Plus de 200 Bourguignons se noient dans le marais de la Léchère.
Le roi Charles VII confisque le château de Pusignan à Alix de Varax, qui avait pris le parti du prince d’Orange et en fait don à Rodrigue de Villandrando, dont la vaillance avait été déterminante dans l’issue du combat.
Bon nombre de chevaliers bourguignons et savoyards prisonniers sont libérés contre une forte rançon.